# رابطه تفننی

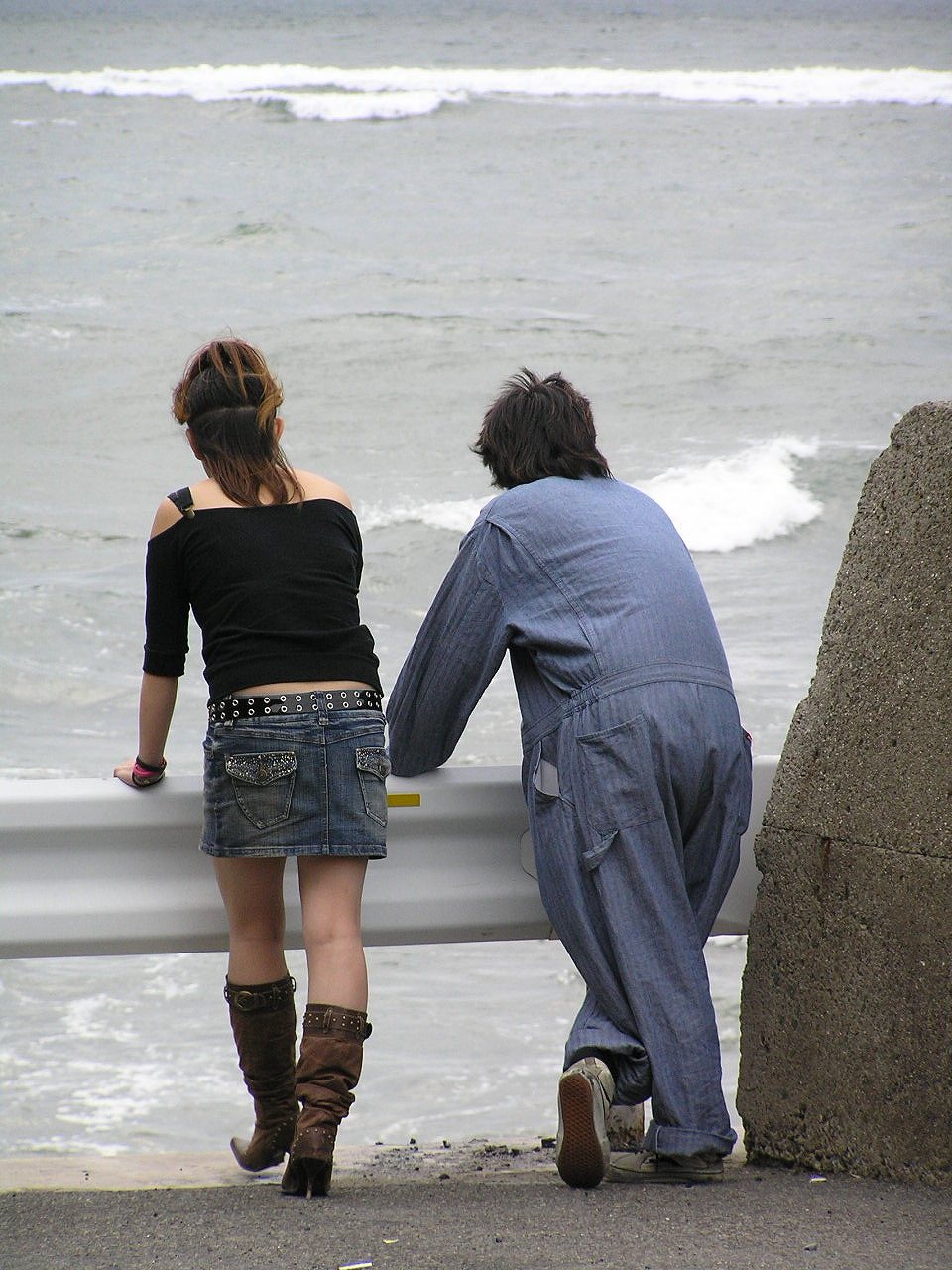
یک رابطه تفننی گاهی به عنوان رابطه‌ای «بدون تعهد» یا «موقعیت‌محور» شناخته می‌شود.

قرار گذاشتن تفننی یا رابطه تفننی، رابطه‌ای جسمانی و عاطفی بین دو نفر است که ممکن است شامل رابطه جنسی تفننی یا رابطه‌ای نزدیک به جنسی باشد، در حالی که هر دو به یکدیگر وفادار می‌مانند، بدون اینکه لزوماً تعهدات اضافی یک رابطه عاشقانه رسمی را مطالبه یا انتظار داشته باشند. انگیزه‌های برقراری چنین روابطی متفاوت است. تفاوت‌های جنسیتی و فرهنگی قابل‌توجهی در پذیرش و گستردگی روابط تفننی وجود دارد. و همچنین در پشیمانی‌های مربوط به اقدام یا عدم اقدام در این روابط تفننی.
قرار ملاقات تفننی ممکن است شامل انحصار شریک باشد یا نباشد. در هر مورد، تسلط این رابطه بر زندگی افراد درگیر به‌صورت داوطلبانه محدود شده است و معمولاً این حس وجود دارد که رابطه تنها تا زمانی که هر دو طرف مایل باشند ادامه خواهد یافت. روابط تفننی گاهی شامل حمایت متقابل، محبت و لذت می‌شوند که پایه‌های دیگر اشکال رابطه عاشقانه را تشکیل می‌دهند.
یک رابطه تفننی گاهی به عنوان رابطه‌ای «بدون تعهد»، «موقعیت‌محور» یا «کوتاه‌مدت» شناخته می‌شود.

## دانشجویان
رابطه «بدون تعهد» بیشتر در میان جوانان، مانند دانشجویان دانشگاه، رایج است. گذار از کودکی به بزرگسالی، کاوش‌های زیادی را در زمینه‌های مختلف به همراه دارد. یکی از این زمینه‌ها شامل روابط و فعالیت جنسی است. مطالعه رلو و همکارانش نشان می‌دهد که در بیشتر موارد، دانش‌آموزانی که در دوران دبیرستان بکارت خود را از دست داده‌اند، این کار را در یک رابطه عاشقانه انجام داده‌اند. پس از تجربهٔ رابطهٔ جنسی، بسیاری از دانشجویان به برقراری روابط جنسی تفننی با دوستان یا آشنایان جدید خود ادامه می‌دهند.
برخلاف یک رابطهٔ عاشقانه، به سختی می‌توان برای یک رابطهٔ تفننی، هنجارها، الگوها و انتظارات مشخصی تعیین کرد. ربکا پلانت، دانشیار کالج ایتاکا که در زمینهٔ پژوهش دربارهٔ روابط تفننی تخصص دارد، معتقد است که این نوع رابطه می‌تواند سودمند باشد. او می‌گوید که روابط تفننی می‌توانند «راهی سالم برای ارضای نیازها و تمایلات جنسی» فراهم کنند.

### انواع روابط عاشقانه در میان دانشجویان
جی لی دو نوع اصلی عاشق را در میان جوانان در سن دانشگاه تعریف کرده است: عاشقان «اروس» که پرشور هستند و عاشقان «لوداس» یا «لودیک» که عشق را به‌عنوان یک بازی می‌بینند. عاشقان «اروس» افرادی هستند که خیلی سریع پیوند عاطفی عمیقی ایجاد می‌کنند. برای آن‌ها، جذابیت ظاهری مهم‌ترین عامل در شکل‌گیری علاقه است، پیش از آنکه سایر ویژگی‌های فرد را در نظر بگیرند. این نوع عاشق معمولاً به روابط جنسی تفننی نیز متعهد می‌شود. اما از آنجا که ظاهر فیزیکی عامل اصلی جذب آن‌هاست، ایجاد یک رابطهٔ عاشقانهٔ عمیق و پایدار برایشان دشوار است.
در مقابل، عاشقان «لودیک» بیشتر به دنبال حس پیروزی و فتح هستند. آن‌ها معمولاً بدون قصد تعهد جدی وارد روابط می‌شوند یا پیوندی برقرار می‌کنند. در بسیاری از موارد، ممکن است هم‌زمان بیش از یک شریک جنسی فعال داشته باشند و به‌ندرت به یک رابطهٔ جدی فکر می‌کنند.
مذاکره بین طرفین در رابطه
بسیاری از روابط تفننی دارای دستورالعمل‌ها یا مجموعه‌ای از قوانین هستند. دو طرف رابطه معمولاً بر سر انتظارات خود از این رابطه به توافق می‌رسند. یکی از نگرانی‌های اصلی در این نوع روابط این است که ممکن است یکی از طرفین احساسات عاشقانه‌ای نسبت به دیگری پیدا کند.
ارتباط میان دو طرف برای موفقیت چنین رابطه‌ای ضروری است. از آنجا که افراد در یک رابطهٔ تفننی معمولاً پیش از آن با یکدیگر دوست بوده‌اند، صحبت کردن دربارهٔ انتظارات و مرزها برایشان ساده‌تر خواهد بود.

### حفظ رابطه و دغدغه‌های دانشجویان
روابط تفننی، که ترکیبی از دوستی و رابطهٔ جنسی غیرعاشقانه هستند، باعث می‌شوند که طرفین برای حفظ یک رابطهٔ متعادل با چالش‌های مختلفی روبه‌رو شوند. بر اساس نظریهٔ مبادله، هیوز مشاهده کرد که با افزایش تبادل منابع، دانش، پاداش‌ها و هزینه‌ها بین دو طرف، وابستگی یکی از آن‌ها به دیگری بیشتر می‌شود. طرفین ممکن است به توصیه‌های یکدیگر یا صرف زمانی که با هم می‌گذرانند، وابسته شوند. اما این وابستگی ممکن است یک‌طرفه باشد و همیشه هر دو نفر چنین احساسی نداشته باشند. در چنین روابطی، معمولاً فردی که وابستگی کمتری دارد، کنترل رابطه را در دست می‌گیرد. در مقابل، فرد وابسته‌تر معمولاً نقش مطیع‌تری دارد، زیرا نمی‌خواهد رابطه به پایان برسد.
این وضعیت باعث می‌شود که فردی که وابستگی کمتری دارد، شرایط رابطه را مطابق میل خود تنظیم کند. او معمولاً تعیین می‌کند که چه زمانی با یکدیگر ملاقات کنند، چه زمانی رابطهٔ جنسی داشته باشند و چه فعالیت‌هایی را با هم انجام دهند.

### انگیزه‌ها
مطالعهٔ هیوز نشان می‌دهد که پنج انگیزهٔ اصلی وجود دارد که باعث می‌شود دانشجویان بخواهند وارد یک رابطهٔ تفننی شوند. این پنج عامل عبارت‌اند از:
- اجتناب از تعهد در رابطه: دانشجویانی که هم‌زمان به چندین نفر علاقه دارند و نمی‌خواهند خود را به یک نفر متعهد کنند.[۱۰]
- فعالیت جنسی: دانشجویانی که یکدیگر را از نظر ظاهری جذاب می‌بینند و تمایل به برقراری رابطهٔ جنسی دارند.[۱۰]
- سادگی در رابطه: دانشجویانی که می‌خواهند از مزایای یک رابطه برخوردار شوند بدون اینکه درگیر پیچیدگی‌ها و چالش‌های احساسی آن شوند.[۱۰]
- ارتباط عاطفی: دانشجویانی که دلتنگ صمیمیتی هستند که در روابط قبلی خود تجربه کرده‌اند و می‌خواهند آن را دوباره، اما بدون تعهد، تجربه کنند.[۱۰]
- تمایل همیشگی به رابطهٔ تفننی: دو دانشجوی مجرد که همیشه به داشتن یک رابطهٔ تفننی علاقه داشته‌اند و می‌خواهند از شرایط مجردی خود در کنار یکدیگر لذت ببرند.[۱۰]

### مشارکت جنسیتی
یک کلیشهٔ رایج دربارهٔ روابط تفننی دگرجنس‌گرایانه در دانشگاه این است که معمولاً مردان رابطهٔ جنسی را آغاز می‌کنند. کلیشهٔ دیگری نیز وجود دارد که می‌گوید مردان از نظر جنسی فعال‌تر هستند، در حالی که زنان رابطهٔ جنسی را به احساسات عاشقانه گره می‌زنند. با این حال، این تصورات همیشه درست نیستند، به‌ویژه در میان دانشجویان.
مطالعه‌ای که توسط پل و تیم او انجام شد نشان می‌دهد که از نظر میزان مشارکت، تعداد زنانی که این روابط را آغاز می‌کنند به همان اندازهٔ مردان است. فشار دوستان و عوامل اجتماعی دیگر ممکن است دانشجویان را، صرف‌نظر از جنسیتشان، به ورود به یک رابطهٔ تفننی یا «ارتباط کوتاه‌مدت» ترغیب کند.
بسیاری از سایت‌های دوست‌یابی تفننی دارای نسبت جنسیتی نامتعادلی هستند، به‌طوری که تعداد مردان در آن‌ها بسیار بیشتر از زنان است. برخی از این سایت‌ها از روش‌های شبیه‌سازی (مانند ایجاد پروفایل‌های جعلی) برای جذب و حفظ علاقهٔ کاربران مرد استفاده می‌کنند یا آن‌ها را به خرید اشتراک‌های پولی ترغیب می‌کنند.
معمولاً این سایت‌ها در شرایط استفاده (Terms of Service) خود به این موضوع اشاره می‌کنند، زیرا در غیر این صورت ممکن است به دلیل فریب کاربران تحت پیگرد قانونی قرار گیرند. با این حال، از آنجا که اکثر کاربران هنگام ثبت‌نام در سایت‌های جدید شرایط استفاده را نمی‌خوانند، نمی‌خوانند، این موضوع برای بسیاری از آن‌ها پنهان می‌ماند.

### عوامل محیطی
مصرف الکل و برگزاری مهمانی‌ها اغلب در محوطه‌های دانشگاهی رایج است. همچنین، بی‌بندوباری جنسی نیز در این فضاها مشاهده می‌شود. قرار گرفتن در محیطی که بسیاری از دانشجویان در آن از نظر جنسی فعال هستند، می‌تواند باعث ایجاد فشار اجتماعی بر دیگر دانشجویان شود تا آن‌ها نیز الکل مصرف کنند، از نظر جنسی فعال شوند و وارد روابط تفننی گردند.
دانشگاه‌هایی که به مصرف بالای الکل در میان دانشجویانشان مشهور هستند، معمولاً تعداد بیشتری از دانشجویانی را نیز دارند که در روابط تفننی مشارکت می‌کنند. پژوهشگران همچنان در حال بررسی این موضوع هستند که آیا "کارکرد ادراک‌شدهٔ کاهش بازدارندگی" (perceived disinhibitory function) یکی از دلایل افزایش فعالیت جنسی در این محیط‌هاست یا خیر.

## رابطهٔ جنسی تفننی
رابطهٔ جنسی تفننی به انواع خاصی از فعالیت‌های جنسی گفته می‌شود که خارج از چارچوب یک رابطهٔ عاشقانه رخ می‌دهند. اگرچه افرادی که در یک رابطهٔ تفننی هستند ممکن است رابطهٔ جنسی تفننی هم داشته باشند، اما رابطهٔ تفننی طیف گسترده‌ای از تعاملات را شامل می‌شود که لزوماً محدود به رابطهٔ جنسی نیست.
در روابط جنسی میان نوجوانان در ایالات متحده، رابطهٔ جنسی همراه با دخول معمولاً فعالیت جنسی غالب نیست. در عوض، رابطهٔ دهانی و تحریک دستی رایج‌تر هستند، زیرا این نوع فعالیت‌ها خطرات مرتبط با بی‌بندوباری جنسی، مانند بارداری و بیماری‌های مقاربتی، را کاهش می‌دهند. برخی از نوجوانان، رابطهٔ دهانی را «رابطهٔ جنسی واقعی» محسوب نمی‌کنند و از آن به‌عنوان راهی برای حفظ چیزی که آن را «بکارت فنی» می‌دانند، استفاده می‌کنند.
یکی از ویژگی‌های رایج در رابطهٔ جنسی تفننی این است که فعالیت جنسی بین دو نفر بدون هیچ تعهدی نسبت به یکدیگر اتفاق می‌افتد. این نوع رابطه در مقایسه با روابط جنسی کاملاً تصادفی، کمتر پرخطر به نظر می‌رسد، زیرا فرد تا حدی با شریک جنسی خود آشنایی قبلی دارد. در یک رابطهٔ جنسی تفننی، معمولاً فرد شناخت بیشتری از شریک خود دارد (در سطحی شخصی‌تر) نسبت به زمانی که با کسی تنها یک رابطهٔ یک‌شبه داشته است.